# Route nationale 548
Die N548 oder RN 548 war von 1933 bis 1973 eine französische Nationalstraße, die zwischen der N85 nördlich von Sisteron und der N542 südlich von Larragne-Montéglin verlief. Ihre Länge betrug 15,5 Kilometer.
Die RN 548 verlief durch das Buëch-Tal und folgte dabei dem rechten Ufer des Flusses.
Im Zuge der Reform von 1972 wurde sie auf die RD 948 herabgestuft.